# Celles-lès-Condé
Celles-lès-Condé è un comune francese di 80 abitanti situato nel dipartimento dell'Aisne della regione dell'Alta Francia.

## Società

### Evoluzione demografica
Abitanti censiti